# Galepsus rhodesicus
Galepsus rhodesicus är en bönsyrseart som beskrevs av Max Beier 1954. Galepsus rhodesicus ingår i släktet Galepsus och familjen Tarachodidae. Inga underarter finns listade i Catalogue of Life.